# Piros Tibor
Piros Tibor (Somonta, 1922. január 27. – Budapest, 2010. július 28.) Munkácsy-díjas grafikusművész, a Magyar Köztársaság címerének tervezője.

## Életpályája
1922-ben született Somontán – ami ma közigazgatásilag Tamáshidához tartozik – Arad mellett. 1929-ben, a gazdasági világválság elől költöztek át Magyarországra. Műszaki rajzoló apjának itt sem akadt munkája, de a család szerencséjére a gyermek rajztehetsége már nagyon korán megmutatkozott. Édesapja havonta egyszer átgyalogolt Abonyból Szolnokra, a heti vásárba, és ott adta el hétéves fia vallásos tárgyú olajfestményeit. 9 évvel később, néhány festménnyel a hóna alatt szintén felgyalogolt Budapestre, a Képzőművészeti Főiskolára, hogy vegyék fel a fiát. Aba-Novák Vilmos azt válaszolta nem teheti: nincs érettségije. Az Iparművészeti Főiskola tanára, Haranghy Jenő viszont azt mondta: őt nem érdekli sem a kora, sem a bizonyítvány hiánya. Így lett a festőnek induló Piros Tiborból korengedménnyel 16 évesen főiskolás, majd 20 évesen diplomás grafikusművész.

## Szakmai pályája
1946-tól kezdődően a tervezőgrafika minden területén dolgozott, filmplakátokat, könyvborítókat, emblémákat, bélyeget, címereket rajzolt, naptárakat, kiállításokat, arculatot tervezett. Munkáját a legnagyobb szakmai igényesség jellemezte, a legapróbb részletekben is.
A szakmai sikerek egész életén át elkísérték, ő tervezhette az 1958-as brüsszeli világkiállítás magyar pavilonját. Athén, Antwerpen, Teherán, Moszkva, Berlin, Bécs – számos külföldi megbízást kapott ezután. Itthon a BNV-n több mint 20 éven át tervezte a könnyűipari pavilont, több világkiállításon is szerepelt, majd a bensőségesebb, múzeumi feladatok következtek: Budapesti Történeti Múzeum, Kiscelli Múzeum, Bartók Béla Emlékház, Zenetudományi Intézet, Petőfi Irodalmi Múzeum.
Több mint húsz magyar város címerét tervezte. 1989-ben felkérték a Magyar Köztársaság hivatalos címerének megtervezésére, amin – több száz vázlatot készítve – hónapokig dolgozott. Ma is ez az érvényes állami címer.

## Családja
1950-ben nősült, felesége Tatai Júlia. Egy gyermekük született: Christa (1954), aki újságíróként dolgozik.

## Díjai, elismerései
- 1966, 1968: Magyar Könyv díjazottja

- 1972: Munkácsy Mihály-díj

### Nívódíjak
- 1965: József Attila-vándorkiállítás

- 1978: Minisztériumi nívódíj

- 1980: Emlékmúzeum Auschwitz

- 1981: Bartók Béla Emlékkiállítás

- 1982: Minisztériumi nívódíj

- 2011 (posztumusz) Józsefváros Becsületkereszt

## Kiállításai

### Múzeumi kiállításai (válogatás)
A legtöbb kiállításához a plakátokat és a múzeumi katalógusokat is ő tervezte.
- 1965: József Attila-vándorkiállítás, Petőfi Irodalmi Múzeum

- 1967: Szabó Lőrinc-emlékkiállítás, Petőfi Irodalmi Múzeum

- 1971, 1976, 1977:Így élnek a budapestiek: munkában, otthon, szabadidőben (Életmód kiállítások), Budapesti Történeti Múzeum

- 1973: Budapest 100 éve, Budapesti Történeti Múzeum

- 1975: Prága a huszitizmus előtt, Budapesti Történeti Múzeum

- 1978: Budapest két évezrede, Budapesti Történeti Múzeum

- 1981: Bartók Béla Emlékház; Pest-budai ötvösség a XIX. században, Budapesti Történeti Múzeum

- 1982 Kodály-emlékkiállítás, Budapesti Történeti Múzeum

- 1985: Tudományegyetem 1635–1985. Az emigráció a hazáért 1945-től napjainkig, Budapesti Történeti Múzeum.

- 1985: A zeneélet és a hangszeres kultúra emlékei Magyarországon (állandó kiállítás),Zenetörténeti Múzeum

- 1986: Liszt Ferenc-emlékkiállítás, Zenetörténeti Múzeum

- 1988: Jégszakadás és a Duna kiáradása, Budapesti Történeti Múzeum

- 1989: Buda visszavívása, Budapesti Történeti Múzeum

- 1989: Beethoven Múzeum, Martonvásár

- 1990: Kodály Zoltán Emlékház, Budapest

- 1993: Erkel Ferenc Műhelyében, Zenetörténeti Múzeum, Kottás kódextöredékek a magyar középkorból, Zenetörténeti Múzeum

- 1995: Bartók a képzőművészetben, Zenetörténeti Múzeum

### Jelentősebb kiállítások, melyek tervező-grafikai munkáit végezte (válogatás)
- 1958: Brüsszeli világkiállítás nehézipari pavilonja

- 1964: Virág Világkiállítás, Bécs

- 1971: Vadászati Világkiállítás, Budapest

- 1979: Emlékmúzeum, Auschwitz.

Több mint húsz éven át a Budapesti Nemzetközi Vásár könnyűipari pavilonja és az OMÉK főpavilonja. Külföldön: Athén, Antwerpen, Brno, Berlin, Bukarest, Moszkva, Pozsony, Prága, Szófia, Teherán.

### Részvétele csoportos plakátkiállításokon (válogatás)
- 1956 II. Magyar Plakátkiállítás, Műcsarnok, Budapest

- 1960 Magyar Plakát-Történeti Kiállítás 1885–1960, Műcsarnok, Budapest

- 1962 Plakátkiállítás, Műcsarnok, Budapest

- 1966 Magyar plakát ’66 Műcsarnok, Budapest

- 1969 Reklám’69 Technika Háza, Budapest

- 1970 Reklám’70 Ernst Múzeum, Budapest

- 1975 Jubileumi plakátkiállítás, Szépművészeti Múzeum, Budapest

- 1995 Plakát, Székesfehérvár

- 1997 Plakátkiállítás, Budapest Kongresszusi Központ, Budapest